# Bratrušov
Bratrušov (niem. Brattersdorf) – gmina w Czechach, w powiecie Šumperk, w kraju ołomunieckim. Według danych z 2021 r. liczyła 629 mieszkańców.
Dzieli się na dwie części:
- Bratrušov
- Osikov

W miejscowości znajduje się renesansowy kościół pw. Wszystkich Świętych z 1603.